# Giuseppe Caselli
Giuseppe Guglielmo Umberto Caselli (ur. 5 lipca 1893 w Luzzara, zm. 19 grudnia 1976 w La Spezia) – malarz włoski XX wieku. Caselli studiował pod kierunkiem Felice Del Santo i Antonio Discovolo. W 1913 został uwięziony w obozie koncentracyjnym w Austria. Gdy został zwolniony, studiował na Akademii Sztuk Pięknych we Florencji. W 1938 brał udział w Zatoka La Spezia Nagroda za Malarstwo (wł. Premio di pittura Golfo della Spezia), organizowane przez Filippo Tommaso Marinettiego.